# 大韓航空機爆破事件から20年 金賢姫を捕らえた男たち 〜封印された3日間〜
『土曜プレミアム特別企画・大韓航空機爆破事件から20年 金賢姫を捕らえた男たち～封印された3日間～』（どようぷれみあむとくべつきかく・だいかんこうくうきばくはじけんからにじゅうねん きむひょんひをとらえたおとこたち～ふういんされたみっかかん～）は、フジテレビ系で2007年12月15日（土曜日）21:00 - 23:10（JST）に放送されたテレビドラマかつドキュメンタリー番組である。視聴率は16.4%。

## 概要
1987年11月29日、115人の犠牲者を出した「大韓航空機爆破事件」。逃亡寸前に捕らえられた実行犯は「蜂谷真由美」と名乗る北朝鮮国籍で、20代の若き女性金賢姫（キム・ヒョンヒ）であった。今回の内容は、この事件の裏側を在バーレーン日本大使館員側から見た視点でドラマ化し、関係者のインタビューや当時のニュース映像を交えた構成となる。
主演の高嶋政伸と美元は本作での共演が縁で2008年に結婚したが、その後2012年に離婚している。

## 出演者
- 砂川昌順：高嶋政伸
- 塩原順：伊藤淳史
- 夏目参事官：半海一晃
- 金勝一（蜂谷真一）：中丸新将
- 金賢姫（蜂谷真由美）：美元
- 片倉大使：利重剛
- エリーナ：ジュリー・ドレフュス
- 矢原純一：勝村政信

## スタッフ
- 企画：立松嗣章
- プロデューサー：成田一樹、大隅正睦、樋口徹／中山ケイ子（ドラマ部分）、伊藤みさと（ドキュメンタリー部分）
- 脚本：野尻靖之
- 演出：田島大輔
- 総合演出：深見將史
- 制作協力：スローハンド、FCC
- 制作：フジテレビ報道局